# Petromyscus
Petromyscus is een geslacht van zoogdieren uit de familie Nesomyidae. De wetenschappelijke naam van het geslacht werd in 1926 gepubliceerd door Oldfield Thomas.

## Soorten
Er worden 4 soorten in dit geslacht geplaatst:
- Petromyscus barbouri Shortridge & T. D. Carter, 1938
- Petromyscus collinus (O. Thomas & Hinton, 1925)
- Petromyscus monticularis (O. Thomas & Hinton, 1925)
- Petromyscus shortridgei O. Thomas, 1926